# 惠僑英文中學
22°20′2″N 114°10′0″E / 22.33389°N 114.16667°E
惠僑英文中學（英語：Wai Kiu College），是一所位於香港九龍深水埗石硤尾、創立於1968年的直接資助男女子中學。

## 校政管理
歷任校監
- 鍾玉興 先生[1]
- 朱松勝 先生[2]
- 朱德榮 先生

歷任校長
- 沈厚堅 先生
- 鄭智賢 先生
- 曹達明先生

## 辦學宗旨
惠僑英文中學以「全人教育」為辦學理念，在傳授知識技能之同時，亦注重培養學生的品德、抗逆力及獨立思考能力，協助他們養成積極進取的人生觀。

## 學校歷史
1953年，羅克堯、劉誠、楊少波、羅綺年及魏怡澤等列位先生於石硤尾某唐樓創辦「惠僑學校」，以解決深水埗區學額短絀。當時學校以平民小學形式營辦。迨至1958年，「惠陽商會」為便利子弟就學，於是決定接辦惠僑學校。後於1961年成立「擴建新校委員會」，由鍾玉興、許讓成、張冠成、何壽康、黃福祺、林德祥、許國浩和楊少波等熱心人士策動下，籌資建校於石硤尾南昌街地段。1966年，惠僑英文中學新校落成，惟因經費不足，校舍只樓高兩層。其後因為學生人數激增，張冠成校董捐出三百萬擴建校舍。故自1986年起，惠僑英文中學樓高四層。同時亦向教育司署申請轉營為私立中學。踏進1990年代，該校應「教育統籌委員會三號報告書」之建議，加入買位中學之列。至1999年，校董會成立「惠陽商會教育基金」，隨後獲政府批准為「直接資助男女子文法中學」。
惠僑英文中學由「僑港惠陽商會」創立，素以培英育秀為辦學宗旨，並實踐「全人教育」之理想。學生一則朝向德、智、體、群、美五育並重之目標，一則發揚「毅、勇、忠、勤」之校訓精神，奠立青少年堅「毅」、「勇」敢、「忠」誠、「勤」奮之楷模。該校發展至今全校設有千禧多媒體空調課室、籃球場、排球場、多媒體教學室、資訊科技室、數碼化圖書館、校園電視台、演藝室、健身室及各類特別室。而課外活動方面，該校每星期設有「多元活動」堂，並按學術、服務、體育、音樂與視覺藝術、興趣等5大類設立20多個學會，照顧學生的身心健康，讓他們發展各方面的潛能。

## 學校資料
惠僑英文中學一直實行校本管理政策，設有「校政諮詢委員會」及「家長教師會」。該校為配合三三四新學制新高中發展，特撥出資源安排中五同學報讀惠僑英文中學與香港專業教育學院合作的增潤課程。此外，中一年級至中三年級亦設有英文班，以英文授課。而初中中文科則採用普通話為課堂語言。在配合資訊科技教學的情況下，該校所有教室已達千禧多媒體課室的標準，設有數碼投影機及電腦等設備。
校園組織方面，惠僑英文中學設有童軍、深資童軍、交通安全隊、香港少年領袖團、聖約翰救傷隊少青團及步操銀樂隊6支制服團隊，所有中一學生必須擇一加入，接受整個學年的技能、步操、紀律訓練。由於該校是由合共八個國家地區代表組成的「世界學堂聯盟」成員，學生可透過此平台與香港以外代表進行交流。

## 著名教師
- 麥潤壽：香港電台節目主持人[4]（1979年至1980年、任教數學科）

## 著名/傑出校友
- 陳凱彤：香港女歌手（2012年畢業）
- 岑樂怡：香港now TV及viuTV藝員（2010年中七）
- 林偉豪：香港商業一台節目主持人、木木文創創辦人（2002年畢業）
- 施維：六福金融財富管理業務總監及尊尚客戶服務主管（2000年畢業）
- 麥曉東（Mak Tung）：香港星級藝人化妝師（2009年畢業）
- 黃守東：亞洲電視有限公司前管理層、公關及宣傳科高級經理及公司發言人、現任香港義工聯盟助理總幹事
- 周文港：香港立法會議員[5]
- 楊霈霖：香港羽毛球代表隊成員[6]（2019年中六）
- 盧蔚豐：香港跆拳道代表隊成員，全港首名出戰奧運跆拳道項目之運動員[7]（2021年中六）

## 外部連結
- 惠僑英文中學校網 （页面存档备份，存于）
- 惠僑英文中學-世界學堂 （页面存档备份，存于）
- 2017年十八區STEM學校巡禮 （页面存档备份，存于）
- 惠僑英文中學完備預科課程 掌握良好基礎 邁進大學門徑 （页面存档备份，存于）
- 惠阳5所学校与香港惠侨英文中学缔结友好姐妹学校